# Lino (football)
Pour les articles homonymes, voir Lino.
Dorvalino Alves Maciel dit Lino, est un footballeur brésilien né le 1er juin 1977 à São Paulo. Il évolue au poste de défenseur gauche.

## Biographie
Natif de São Paulo, il commence sa carrière professionnelle auprès du SC Corinthians Paulista en 1997. Puis il évolue dans plusieurs clubs de Serie A.
En 2006, Lino il est transféré au Portugal, à l'Académica de Coimbra, où il dispute la totalité des rencontres de championnat. Remarqué par de grands noms du football européens il rejoint le prestigieux FC Porto lors de la saison suivante. Le 17 septembre 2008, il marque un but en Ligue des Champions contre Fenerbahçe pour son premier match dans cette compétition. Malheureusement il n'est pas titulaire à son poste et est transféré en janvier 2009, au PAOK Salonique qui évolue dans la Superleague Grecque. Ses bonnes prestations font qu'il renouvelle son contrat pour 2 saisons supplémentaires. Son emprise au sein de la défense grecque lui vaut de figurer parmi les 18 meilleurs joueurs grecs de la saison 2011-12. Au terme de cette saison il renouvelle à nouveau pour une période de 2 ans. En juillet 2014 il est de retour au Portugal à nouveau à l'Académica de Coimbra. Club qu'il quitte dès décembre pour des raisons personnelles.

## Carrière
Arrêtées à l'issue de la saison 2013-2014
- 9 saisons en championnat de D.I , 102 matchs 10 buts (Incomplet).
- 6 saisons en championnat de D.I , 162 matchs 11 buts.
- 3 saisons en championnat de D.I , 40 matchs 5 buts.
- 1 saison en championnat de D.II , x matchs x buts (Incomplet).
- 1 saison en championnat de D.III , x matchs x buts (Incomplet).
- 6 saisons en championnat de D.VI , x matchs x buts (Incomplet).

## Statistiques

### Joueur
| Saison                | Club                      | Championnat           | Championnat | Championnat | Coupe(s) nationale(s) | Coupe(s) nationale(s) | Compétition(s) continentale(s) | Compétition(s) continentale(s) | Compétition(s) continentale(s) | Total | Total |
| Saison                | Club                      | Division              | M.          | B.          | M.                    | B.                    | Comp.                          | M.                             | B.                             | M.    | B.    |
| 1996                  | SC Corinthians Paulista B | -                     | 0           | 0           | 0                     | 0                     | -                              | 0                              | 0                              | 0     | 0     |
| Sous-total            | Sous-total                | Sous-total            | 0           | 0           | 0                     | 0                     | -                              | 0                              | 0                              | 0     | 0     |
| 1997                  | SC Corinthians Paulista   | Campeonato Paulista   | 0           | 0           | 0                     | 0                     | -                              | 0                              | 0                              | 0     | 0     |
| 1997                  | SC Corinthians Paulista   | Brasileirão           | 0           | 0           | 0                     | 0                     | -                              | 0                              | 0                              | 0     | 0     |
| 1998                  | SC Corinthians Paulista   | Campeonato Paulista   | 0           | 0           | 0                     | 0                     | -                              | 0                              | 0                              | 0     | 0     |
| 1998                  | SC Corinthians Paulista   | Brasileirão           | 0           | 0           | 0                     | 0                     | -                              | 0                              | 0                              | 0     | 0     |
| Sous-total            | Sous-total                | Sous-total            | 0           | 0           | 0                     | 0                     | -                              | 0                              | 0                              | 0     | 0     |
| 1999                  | AD São Caetano            | Série B               | 0           | 0           | 0                     | 0                     | -                              | 0                              | 0                              | 0     | 0     |
| Sous-total            | Sous-total                | Sous-total            | 0           | 0           | 0                     | 0                     | -                              | 0                              | 0                              | 0     | 0     |
| 2000                  | Grêmio Mauaense           | -                     | 0           | 0           | 0                     | 0                     | -                              | 0                              | 0                              | 0     | 0     |
| Sous-total            | Sous-total                | Sous-total            | 0           | 0           | 0                     | 0                     | -                              | 0                              | 0                              | 0     | 0     |
| 2000                  | Iraty SC                  | -                     | 0           | 0           | 0                     | 0                     | -                              | 0                              | 0                              | 0     | 0     |
| 2001                  | Iraty SC                  | Serie C               | 0           | 0           | 0                     | 0                     | -                              | 0                              | 0                              | 0     | 0     |
| Sous-total            | Sous-total                | Sous-total            | 0           | 0           | 0                     | 0                     | -                              | 0                              | 0                              | 0     | 0     |
| 2001                  | São Paulo FC              | Campeonato Paulista   | 0           | 0           | 0                     | 0                     | -                              | 0                              | 0                              | 0     | 0     |
| 2001                  | São Paulo FC              | Brasileirão           | 17          | 1           | 0                     | 0                     | -                              | 0                              | 0                              | 17    | 1     |
| 2002                  | São Paulo FC              | Brasileirão           | -           | -           | -                     | -                     | -                              | 0                              | 0                              | 0     | 0     |
| Sous-total            | Sous-total                | Sous-total            | 17          | 1           | 0                     | 0                     | -                              | 0                              | 0                              | 17    | 1     |
| 2002                  | Figueirense FC            | Brasileirão           | 19          | 1           | 0                     | 0                     | -                              | 0                              | 0                              | 19    | 1     |
| Sous-total            | Sous-total                | Sous-total            | 19          | 1           | 0                     | 0                     | -                              | 0                              | 0                              | 19    | 1     |
| 2003                  | EC Bahia                  | Brasileirão           | 32          | 5           | 0                     | 0                     | -                              | 0                              | 0                              | 32    | 5     |
| Sous-total            | Sous-total                | Sous-total            | 32          | 5           | 0                     | 0                     | -                              | 0                              | 0                              | 32    | 5     |
| 2004                  | São Paulo FC              | Campeonato Paulista   | 0           | 0           | 0                     | 0                     | -                              | 0                              | 0                              | 0     | 0     |
| 2004                  | São Paulo FC              | Brasileirão           | 6           | 0           | 0                     | 0                     | -                              | 0                              | 0                              | 6     | 0     |
| Sous-total            | Sous-total                | Sous-total            | 6           | 0           | 0                     | 0                     | -                              | 0                              | 0                              | 6     | 0     |
| 2005                  | Fluminense FC             | Campeonato Carioca    | 0           | 0           | 0                     | 0                     | -                              | 0                              | 0                              | 0     | 0     |
| 2005                  | Fluminense FC             | Brasileirão           | 19          | 1           | 0                     | 0                     | -                              | 2                              | 0                              | 21    | 1     |
| Sous-total            | Sous-total                | Sous-total            | 19          | 1           | 0                     | 0                     | -                              | 2                              | 0                              | 21    | 1     |
| 2006                  | Marília AC                | Campeonato Paulista   | -           | -           | -                     | -                     | -                              | 0                              | 0                              | 0     | 0     |
| Sous-total            | Sous-total                | Sous-total            | 0           | 0           | 0                     | 0                     | -                              | 0                              | 0                              | 0     | 0     |
| 2006                  | EC Juventude              | Brasileirão           | 9           | 2           | 0                     | 0                     | -                              | 0                              | 0                              | 9     | 2     |
| Sous-total            | Sous-total                | Sous-total            | 9           | 2           | 0                     | 0                     | -                              | 0                              | 0                              | 9     | 2     |
| 2006-2007             | Académica                 | Superliga             | 29          | 5           | 4                     | 0                     | -                              | 0                              | 0                              | 33    | 5     |
| Sous-total            | Sous-total                | Sous-total            | 29          | 5           | 4                     | 0                     | -                              | 0                              | 0                              | 33    | 5     |
| 2007-2008             | FC Porto                  | Liga Bwin.com         | 6           | 0           | 6                     | 0                     | -                              | 0                              | 0                              | 12    | 0     |
| 2008-2009             | FC Porto                  | Liga Sagres           | 5           | 0           | 3                     | 0                     | -                              | 3                              | 1                              | 11    | 1     |
| Sous-total            | Sous-total                | Sous-total            | 11          | 0           | 9                     | 0                     | -                              | 3                              | 1                              | 23    | 1     |
| 2008-2009             | PAOK Salonique            | Alpha Ethniki         | 18          | 0           | 3                     | 0                     | -                              | 0                              | 0                              | 21    | 0     |
| 2009-2010             | PAOK Salonique            | Alpha Ethniki         | 33          | 3           | 3                     | 1                     | -                              | 4                              | 1                              | 40    | 5     |
| 2010-2011             | PAOK Salonique            | Alpha Ethniki         | 24          | 2           | 4                     | 0                     | -                              | 5                              | 0                              | 33    | 2     |
| 2011-2012             | PAOK Salonique            | Super League          | 28          | 3           | 2                     | 2                     | -                              | 11                             | 1                              | 41    | 6     |
| 2012-2013             | PAOK Salonique            | Super League          | 33          | 2           | 5                     | 0                     | -                              | 4                              | 0                              | 42    | 2     |
| 2013-2014             | PAOK Salonique            | Super League          | 26          | 1           | 6                     | 0                     | -                              | 10                             | 0                              | 42    | 1     |
| Sous-total            | Sous-total                | Sous-total            | 162         | 11          | 23                    | 3                     | -                              | 34                             | 2                              | 219   | 16    |
| 2014-2015             | Académica                 | Primeira Liga         | 4           | 0           | 1                     | 0                     | -                              | 0                              | 0                              | 5     | 0     |
| Sous-total            | Sous-total                | Sous-total            | 4           | 0           | 1                     | 0                     | -                              | 0                              | 0                              | 5     | 0     |
| Total sur la carrière | Total sur la carrière     | Total sur la carrière | 308         | 26          | 37                    | 3                     | -                              | 39                             | 3                              | 384   | 32    |

Statistiques actualisées le 5/12/2014

## Palmarès

### Avec leSão Paulo FC
- Vainqueur du Campeonato Paulista : 1 fois (2002).

### Avec leFluminense FC
- Vainqueur du Campeonato Carioca : 1 fois (2005).

### Avec leFC Porto
- Vainqueur du Championnat du Portugal de football : 2 fois (2007-08 et 2008-09).

### Honneurs
- 2001 : Finaliste de la Coupe des champions brésilienne avec le São Paulo FC.
- 2005 : Finaliste de la Coupe de Brésil avec le Fluminense FC.
- 2007-2008 : Finaliste de la Taça de Portugal avec le FC Porto.
- 2008-2009 : Vice-champion du Championnat de Grèce de football avec le PAOK Salonique.
- 2012-2013 : Vice-champion du Championnat de Grèce de football avec le PAOK Salonique.
- 2013-2014 : Vice-champion du Championnat de Grèce de football et finaliste de la Coupe de Grèce de football avec le PAOK Salonique.

### Distinctions personnelles
- 2012 : Prix MVP PSAP[19].
- 2012 : Prix de la Nouvelle-Superleague Grecque[20].
- 2012 : Nommé dans la liste des 18 meilleurs joueurs du championnat grec[21].
- 2014 . Nommé MVP du PAOK Salonique[22].